# Ilona Bublová
Ilona Bublová (ur. 16 czerwca 1977  w Jabloncu nad Nysą) – czeska biegaczka narciarska. Była uczestniczką Zimowych Igrzysk Olimpijskich w Salt Lake City (2002).

## Osiągnięcia

### Igrzyska olimpijskie
| Miejsce | Dzień     | Rok  | Miejscowość    | Konkurencja                          | Czas biegu  | Strata      | Zwyciężczyni      |
| ------- | --------- | ---- | -------------- | ------------------------------------ | ----------- | ----------- | ----------------- |
| 51.     | 9 lutego  | 2002 | Soldier Hollow | 15 km stylem dowolnym (start masowy) | 47:31,8 min | +7:37,4 min | Stefania Belmondo |
| 49.     | 12 lutego | 2002 | Soldier Hollow | 10 km stylem klasycznym              | 32:32,8 min | +4:27,2 min | Bente Skari       |
| 43.     | 19 lutego | 2002 | Soldier Hollow | sprint stylem dowolnym               |             |             | Julija Czepałowa  |

### Mistrzostwa świata juniorów
| Miejsce | Dzień       | Rok  | Miejscowość | Konkurencja                          | Czas biegu  | Strata      | Zwyciężczyni               |
| ------- | ----------- | ---- | ----------- | ------------------------------------ | ----------- | ----------- | -------------------------- |
| 52.     | 1 marca     | 1995 | Gällivare   | 5 km stylem klasycznym               | 17:51,9 min | +2:05,1 min | Natalja Baranowa-Masałkina |
| 49.     | 5 marca     | 1995 | Gällivare   | 15 km stylem dowolnym                | 49:46,1 min | +6:29,2 min | Julija Czepałowa           |
| 40.     | 31 stycznia | 1996 | Asiago      | 5 km stylem klasycznym               | 16:44,7 min | +1:42,9 min | Maija Puukilainen          |
| 21.     | 4 lutego    | 1996 | Asiago      | 15 km stylem dowolnym (start masowy) | 47:54,2 min | +4:01,3 min | Julija Czepałowa           |

### Uniwersjada
| Miejsce | Dzień     | Rok  | Miejscowość | Konkurencja                          | Czas biegu  | Strata      | Zwyciężczyni    |
| ------- | --------- | ---- | ----------- | ------------------------------------ | ----------- | ----------- | --------------- |
| 11.     | 9 lutego  | 2001 | Zakopane    | 5 km stylem klasycznym               | 17:57,8 min | +1:18,1 min | Olga Roczewa    |
| 17.     | 10 lutego | 2001 | Zakopane    | 5 km stylem dowolnym                 | 18:14,1 min | +1:09,4 min | Olga Roczewa    |
| 8.      | 15 lutego | 2001 | Zakopane    | 15 km stylem dowolnym (start masowy) | 47:34,1 min | +1:34,8 min | Wiera Ziatikowa |